# 梅兰
梅兰（法語：Meyrin）是瑞士日内瓦州的一个市，人口超过2万。
欧洲原子能研究机构和日内瓦国际机场都在梅兰境内。

## 外部連結
- （法文）梅兰官方网站 （页面存档备份，存于）